# Sanne Staarink
Sanne Staarink-Steusel (Midwoud, 20 april 1977) is een Nederlandse voormalig nieuwslezeres.
Staarink koos na haar vwo in Frankrijk voor de School voor Journalistiek, maar concludeerde dat daar haar ambities nog niet lagen. Vervolgens deed ze universitair onderwijs en studeerde af in Japankunde, linguïstiek en archeologie.
Staarink begon bij verschillende regionale en provinciale omroepen. In het voorjaar van 2011 begon zij met het presenteren van het RTL Ontbijtnieuws, als stand-in voor Jan de Hoop.  In de tweede week van haar werkzaamheden presenteerde Staarink de extra nieuwsuitzendingen omtrent de aardbeving en tsunami in Japan. Uiteindelijk volgde Staarink Femke Wolthuis op, die vertrok bij RTL, daardoor was ze vaker te zien bij het Ontbijtnieuws. Staarink presenteerde elke vrijdag het Ontbijtnieuws en viel regelmatig in voor Jan de Hoop. Vanaf februari 2011 presenteerde ze ook het RTL Nieuws op RTL 4 en sinds de zomer van dat jaar ook zo nu en dan Editie NL en het algemene nieuws bij RTL Z. Op 19 april 2019 presenteerde Staarink voor het laatst een uitzending van het RTL Nieuws. Na acht jaar wilde zij zich op andere dingen gaan richten bij de televisie.
Staarink heeft een partner en vier kinderen en is ook buitengewoon ambtenaar van de burgerlijke stand.